# Jorma Kaukonen
Jorma Ludwik Kaukonen, Jr. (n. 23 decembrie 1940 la Washington, D.C.) este un chitarist american de blues, folk și rock, cel mai cunoscut pentru activitatea în trupele Jefferson Airplane și Hot Tuna.
1. ↑  „Jorma Kaukonen”, Gemeinsame Normdatei, accesat în 3 mai 2014
2. ↑  Jorma Kaukonen, SNAC, accesat în 9 octombrie 2017